# Il gabinetto delle figure di cera
Il gabinetto delle figure di cera (Das Wachsfigurenkabinett) è un film del 1924 diretto dal regista tedesco Paul Leni. Il film è noto anche con il titolo Tre amori fantastici.

## Trama
Rispondendo all'inserzione di un giornale, un giovane poeta si reca in un museo delle cere, il cui padrone desidera dei racconti con cui illustrare i personaggi rappresentati.
Nel primo episodio, lo sceicco Harun al-Rashid, intrigato dalla descrizione che ne ha fatto il suo Visir, vuole aggiungere alla sua collezione di conquiste la bella e capricciosa moglie di un fornaio. In incognito si reca da lei, proprio mentre il marito, per soddisfare l'ennesimo capriccio della moglie si è introdotto a corte per rubare il prodigioso anello dei desideri dello sceicco. Ma, per ottenere il suo scopo, deve mozzare nel sonno il braccio del possessore. In realtà si tratta del braccio di un fantoccio che sostituisce il sovrano per occultare le sue scappatelle. Inseguito dalle guardie e credendo di aver ucciso Harun, fugge a casa, dove lo sceicco sta, nel frattempo, corteggiando sua moglie. Per evitare uno scandalo, il sovrano è costretto a nascondersi all'interno del forno. La furba moglie, fingendo di utilizzare i poteri dell'anello, fa apparire dal forno lo sceicco salvando la sua reputazione e la vita del marito, raggiunto nel frattempo dalle guardie, e ottenendogli la carica di fornaio di corte.
Nel secondo episodio, il sanguinario Ivan il terribile, nel timore di essere avvelenato dal suo fabbricante di veleni, ne ordina l'eliminazione. Intuendo il proprio destino, l'alchimista scrive il nome dello zar su una clessidra dai magici poteri, strumento di morte con il quale il tiranno si compiaceva di mostrare alle sue vittime i loro ultimi istanti. Credendo così di essere stato avvelenato, per il resto della sua vita, il crudele e sospettoso Ivan, divenuto folle, continuerà a girare la clessidra per impedire che l'ultimo granello di sabbia segni la sua morte.
Il terzo racconto è un incubo dello scrittore, ormai esausto, che, in una disperata corsa attraverso le attrazioni della fiera in cui si trova il Panoptikum delle cere, cerca di fuggire con la bella Eva, figlia del proprietario, alla caccia di Jack lo squartatore.

## Critica
Il film che rappresenta forse l'opera più nota di Paul Leni doveva consistere inizialmente di quattro episodi. La crisi economica costrinse il regista ad accelerare i tempi ed escludere un quarto episodio sul personaggio di Rinaldo Rinaldini (la cui figura di cera continua, incongruamente, ad apparire tra le altre all'inizio del film).
Secondo Siegfried Kracauer Il gabinetto delle figure di cera pone fine al ciclo dei grandi film dell'espressionismo tedesco prodotti all'insegna del binomio caos-tirannia. La repubblica di Weimar sta superando il periodo di scontri e disordini dell'immediato dopoguerra e la minaccia di una dittatura non è più incombente. Si possono ancora individuare punti di contatto con i film del periodo precedente, da Il gabinetto del dottor Caligari a Nosferatu, da Vanina a Il dottor Mabuse. Il film, come in Caligari, è ambientato in una fiera, luogo rappresentativo di caos e disordine. La figura di Ivan il terribile richiama quelle dei film precedenti. Ma ora queste sono ridotte a figure di cera e appaiono o come comiche macchiette (Harun) o destinate ad una solitaria follia (Ivan).
Fa eccezione il brevissimo episodio di Jack lo squartatore, "tra i maggiori risultati dell'arte cinematografica".. Qui, in una virtuosistica vorticosa sovraimpressione di spazi e strutture sproporzionate ed asimmetriche, tra porte che si aprono da sole e giostre che girano, il regista pare voler restituire l'attualità di un incubo tuttora incombente. Al proposito è interessante notare come Paul Leni volle ripristinare il "crescendo da un carattere comico/fiabesco ad uno cupo e onirico", dopo che inizialmente il film era stato proiettato con una diversa successione degli episodi: Ivan-Jack-Harun.